# 온양중앙초등학교
온양중앙초등학교는 대한민국 충청남도 아산시에 있는 공립 초등학교이다.

## 학교 연혁
- 1992. 9. 1 온양중앙초등학교 개교(27학급)
- 1993. 3. 1 교과전담제 운영 시범학교(도지정)
- 1994. 3. 1 온양중앙초등학교 병설 유치원 1학급 개원
- 1997. 3. 1 에너지 절약교육 시범학교(도지정)
- 1998. 3. 1 용화초등학교 분리(407명)
- 2003. 3. 1 학력신장 시범학교(시지정)
- 2004. 3. 1 독서교육 연구학교(도지정)
- 2010. 3. 1 교육복지 시범학교(도지정)
- 2014. 2.10 제22회 졸업식(4,576명)
- 2015. 3. 1 27학급 인가(특수학급 2 포함)
- 2017. 3. 1 20학급 인가(특수학급 2 포함) 유치원 1학급 인가

## 참고 자료
- 온양중앙초등학교 - 한국교육학술정보원 학교알리미